# 류마티스내과

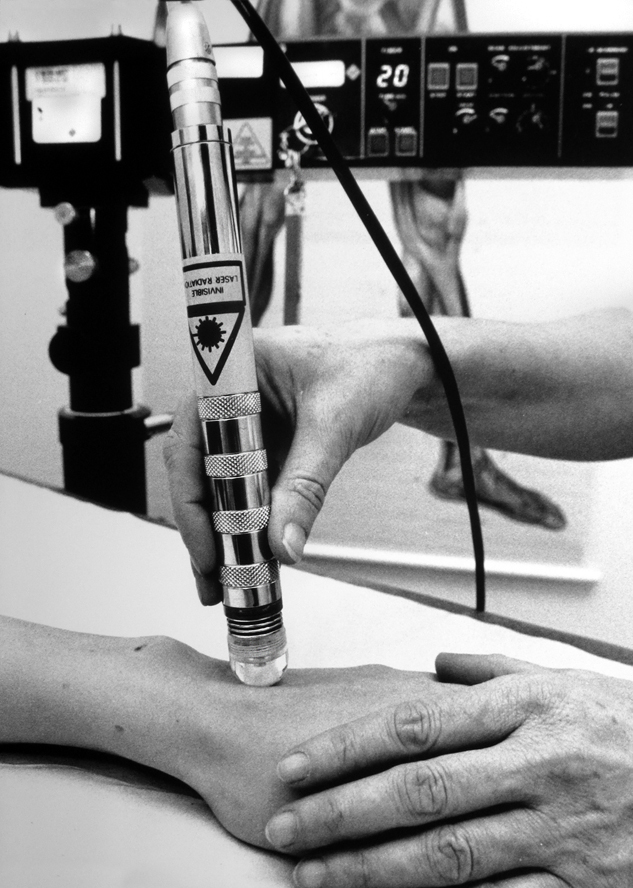

류마티스내과(Rheumatology內科, ang|en|division of rheumatology)는 자가 면역 질환인 류머티즘 질병의 진단과 치료를 전문으로 하는 내과로 자가 면역 질환의 영향으로 관절과 관절 주변의 연골, 뼈, 근육, 인대 등에 병적인 상태를 치료하는 곳이다.
류머티즘은 자가 면역 질환으로 면역학과 밀접한 관련이 있다.
초기 치료에는 아세트아미노펜이나 NSAIDs이 포함된 이부프로펜이나 디클로페낙 등의 진통제와 스테로이드제제를 사용하며, 중증으로 진행될 경우 면역억제제와 생물학적제제를 사용하기도 한다.
현대의 류마티스학의 주된 변경사항 중 하나는 생물학적치료제로 불리는 신약, 그리고 심각한 질병을 더 효율적으로 통제하는 질병조절치료제(disease modifying agent)의 개발이다. 2000년대 이후 중증 류마티스 환자에게 투여할 수 있는 면역억제제와 생물학적제제의 종류가 많아졌으며 2020년 이후 경구용 생물학적제제도 개발되었다.

## 류마티스 전문의
류마티스 전문의는 류마티스학이라는 전문의학분야를 전문으로 치료하는 의사이다.
류마티스 전문의는 자가 면역 질환, 관절염, 관절에 영향을 주는 통증 질환 등을 치료한다. 자가 면역 질환은 류마티스 관절염, 루푸스, 강직성 척주염, 쇼그렌 증후군, 베체트 병을 포함한 200개 이상의 질환이 있다. 이들 중 일부는 매우 심각한 질환으로, 진단과 치료가 어려울 수 있다. 류마티스 전문의는 근골격계 운동 관련 연조직 질병과 관련된 연조직 질환을 치료하며 류머티즘으로 인해 2차적으로 발생하는 질병에 대해서도 진료한다.

## 질병
류마티스병 전문의가 진단, 관리하는 질병은 다음을 포함한다:

### 염증성 관절증
- 류마티스 관절염
- 척추관절병
  - 강직성 척주염
  - 반응성 관절염 (반응성 관절증)
  - 건선성 관절염
  - 장병성 관절증
- 소아 특발성 관절염 (JIA)
- 결정성 관절증: 통풍, 연골석회화증
- 화농성 관절염

### 계질환(systemic conditions) 및 결합조직병
- 루푸스
- 쇼그렌 증후군
- 피부경화증
- 다발성 근염
- 피부근염
- 류마티스성 다발근통
- 혼합 결합 조직병
- 재발성 다발 연골염
- 성인형 스틸병
- 유육종증
- 섬유근육통
- 혈관염
  - 현미경적 다발혈관염
  - 호산구성 육아종증 다발혈관염
  - 다발성 맥관염 동반 육아종
  - 결절성 다발동맥염
  - 헤노흐-쉔라인 자반증
  - 거세포동맥염, 측두동맥염
  - 타까야수동맥염
  - 베체트 병
  - 폐쇄성 혈전혈관염 (폐쇄성 혈전혈관염)

### 연조직 류마티스병
- 자가 면역 질환의 관절증 이외의 자가 면역 질환으로 관절 주변의 인대, 근육, 신경, 혈관 등에 생기는 모든 질환

### 퇴행성 관절증
- 골관절염[2]